# Gonzalo Díaz Díaz
Gonzalo Díaz Díaz (Albacete, 1931) es un filósofo, historiador y bibliógrafo español, investigador científico del Consejo Superior de Investigaciones Científicas.

## Biografía
Nacido en la ciudad de Albacete el 16 de mayo de 1931, se quedó ciego en 1939. Se licenció en Filosofía y Letras por la Universidad de Murcia, para doctorarse más tarde en la Universidad de Friburgo de Brisgovia, con una tesis titulada Begriff und Problem der Situation. Eine Untersuchung im Rahmen des Jaspers’schen Denkes. Ha sido investigador científico del Consejo Superior de Investigaciones Científicas.
Es autor de los siete volúmenes de Hombres y Documentos de la Filosofía Española (CSIC, 1980-2003). En ellos reúne una serie de entradas biográficas de los principales filósofos de la historia de España —incluyéndose en esta los territorios pertenecientes a los virreinatos americanos y aquellos filósofos oriundos de la península ibérica antes de la independencia de Portugal— junto con un apartado relativo a sus obras y publicaciones. En 1992 se le concedió el Premio Humboldt de Investigación. También fue autor de Bibliografía filosófica hispánica (1901-1970) (CSIC, 1982), junto a Ceferino Santos Escudero.